# Twoje Dziecko
Twoje Dziecko – pierwszy w Polsce miesięcznik dla rodziców. Istnieje od 1951 roku. Początkowo pismo wydawane było przez Państwowe Zakłady Wydawnictw Lekarskich, a obecnie przez Edipresse Polska.
Redaktor naczelną jest Aleksandra Sokalska. Przed nią funkcję tę pełniły m.in. Magdalena Klimkowska, Agata Teleżyńska, Anna Zaleska i Marta Maruszczak.
Miesięcznik wręczał nagrodę Parasol Szczęścia. Wyróżnienie przyznawane było za działalność na rzecz dzieci i ich rodziców. Wśród laureatów znaleźli się m.in.: lekarze (prof. Krzysztof Szaflik), pisarze, działacze społeczni, Wielka Orkiestra Świątecznej Pomocy, Anna Maria Jopek, Małgorzata Musierowicz, Maria Wiernikowska, Fundacja Synapsis, Wanda Chotomska, prof. Paweł Januszewicz, Fundacja Rodzić po Ludzku, grupa muzyczna Arka Noego. 